# Adiantum comoroense
Adiantum comoroense är en kantbräkenväxtart som först beskrevs av Tard.-blot, och fick sitt nu gällande namn av Bernard Verdcourt. Adiantum comoroense ingår i släktet Adiantum och familjen Pteridaceae. Inga underarter finns listade.